# 锐果鸢尾
锐果鸢尾（学名：Iris goniocarpa）是鸢尾科鸢尾属的植物。分布于锡金、印度、尼泊尔、不丹以及中国大陆的西藏、云南、青海、甘肃、四川、陕西等地，生长于海拔3,000米至4,000米的地区，多生于林缘、高山草地、向阳山坡的草丛中或疏林下，目前尚未由人工引种栽培。

## 别名
小排草（四川）

## 异名
- Iris goniocarpa Baker var. grossa Y. T. Zhao
- Iris goniocarpa Baker var. tenella Y. T. Zhao